# Syrinks (mitologia)

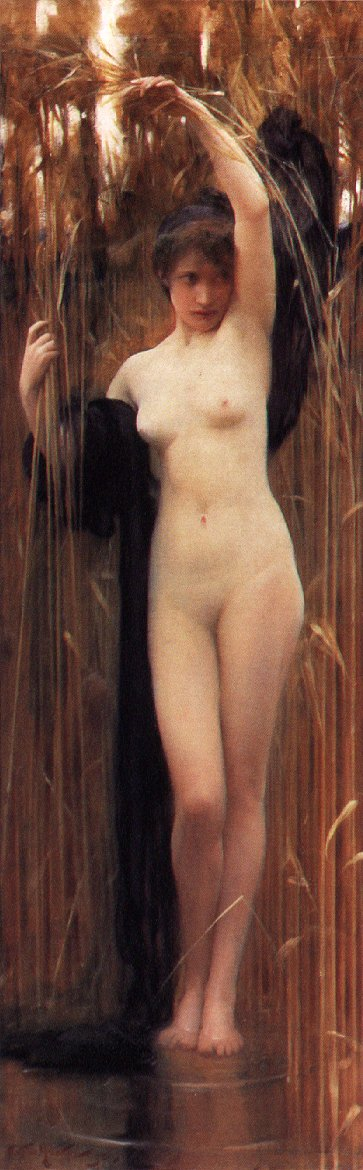
Arthur Hacker: Syrinks

Syrinks (stgr. Σῦριγξ Sýrigx, łac. Syrinx) –  w mitologii greckiej najada (lub hamadriada albo oreada) z Arkadii związana z Artemidą, ukochana Pana.
Uchodziła za córkę boga Ladona. Jej piękność wywarła takie wrażenie na bożku Panu, że zapragnął ją posiąść. Uciekając przed nim, w ostatniej chwili zamieniła się w trzcinę rosnącą nad brzegiem rzeki Ladon. Wówczas Pan postanowił ją zerwać i poszczególne łodygi o odpowiednich długościach połączyć woskiem. Tak miał powstać instrument muzyczny – fletnia Pana, od imienia nimfy nazywana też syryngą. Według innej wersji w trzcinę została zamieniona przez bogów dla uchronienia przed zalotami bożka.

## Obecność w sztuce i nauce

### W sztukach plastycznych
Pan bardzo często przedstawiany jest w sztuce właśnie z instrumentem, a historia miłości do nimfy była tematem wielu dzieł malarstwa, m.in. autorstwa Rottenhammera (1610), Jordaensa (1610), Poussina (ok. 1637) i Böcklina (1854), François Bouchera (1759), Jean-François de Troya (1722–1724) oraz Petera Paula Rubensa (1617–1619).

### W literaturze
Temat miłości Pana do Syrinks oraz ona sama cieszyły się szczególną popularnością u XIX-wiecznych pisarzy. Nimfa stała się bohaterką poematu wiktoriańskiego artysty i poety Thomasa Woolnera, pt. Silenus. Poemat nawiązywał do mitu, w którym przedstawiono miłość Syrinks do Sylena, utożsamianego z Panem. Nimfa tonie podczas ucieczki przed Sylenem, a zrozpaczony Pan przeobraża się w demona i z rozpaczy pogrąża się w pijaństwie. Syrinks jest również bohaterką innego poematu o tym samym tytule autorstwa amerykańskiej poetki Amy Clampitt.

### W muzyce
Francuski kompozytor Claude Debussy napisał sonatę Syrinx (La Flute De Pan), gdzie ukazującą smutek Pana wobec utraty umiłowanej. Jest to jeden z pierwszych utworów solowych napisanych na flet. Partie były wykorzystane w sztuce Psyche autorstwa Gabriela Mourey.

### W nauce
Imieniem nimfy została nazwana jedna z planetoid – (3360) Syrinks.